# Ebbe Sand
Ebbe Sand (ur. 19 lipca 1972 w Hadsund) – duński piłkarz występujący na pozycji napastnika.

## Kariera klubowa
Ebbe Sand urodził się w Hadsund i już w wieku pięciu lat podjął treningi w miejscowym zespole Hadsund BK. Zawodową karierę rozpoczynał w 1992 w Brøndby IF, jednak przez pierwsze trzy lata gry dla tej drużyny pełnił rolę rezerwowego. Miejsce w pierwszym składzie wywalczył sobie w sezonie 1995/96, kiedy to stworzył duet napastników razem z Peterem Møllerem. Sand strzelił wówczas dwanaście goli, natomiast Møller zaliczył o trzy trafienia więcej. Podczas rozgrywek 1997/98 Sand w 33 ligowych pojedynkach zdobył 28 bramek i został najlepszym strzelcem ligi. W kolejnym sezonie uzyskał dziewiętnaście goli, jednak do najskuteczniejszego Heine Fernandeza zabrakło mu czterech trafień. Razem z Brøndby IF Sand odnosił wiele sukcesów - trzy razy sięgnął po tytuł mistrza kraju, dwa razy zdobył wicemistrzostwo Danii, dwa razy wywalczył krajowy puchar, natomiast jeden raz dotarł do finału tych rozgrywek. Łącznie dla Brøndby duński napastnik rozegrał 136 ligowych meczów i 69 razy wpisał się na listę strzelców. Latem 1999 roku Sand za dziesięć milionów marek odszedł do FC Schalke 04. W debiutanckim sezonie w 32 spotkaniach Bundesligi strzelił czternaście bramek, dzięki czemu został najlepszym strzelcem zespołu. W kolejnych rozgrywkach Duńczyk prezentował jednak jeszcze lepszą skuteczność - zdobył 22 gole i wspólnie z Sergejem Barbarezem został najlepszym strzelcem sezonu. W Schalke były zawodnik Brøndby IF grał przez siedem lat. W tym czasie o miejsce w składzie rywalizował z takimi graczami jak Gerald Asamoah, Emile Mpenza, Victor Agali, Mike Hanke, Kevin Kuranyi oraz Søren Larsen. Razem z ekipą „Die Königsblauen” Duńczyk w 2001 i 2002 roku zdobył Puchar Niemiec, natomiast w 2005 roku Puchar Ligi Niemieckiej. W lipcu 2005 roku Sand poinformował, że po zakończeniu nadchodzącego sezonu odejdzie z Schalke. Został wówczas kapitanem swojej drużyny, jednak w trakcie rozgrywek stracił miejsce w wyjściowej jedenastce. Ostatni mecz rozegrał 13 maja, a Schalke zwyciężyło wówczas z VfB Stuttgart 3:2. W pojedynku tym duński piłkarz strzelił jedną z bramek, a schodząc z boiska został nagrodzony przez kibiców owacją na stojąco. Dla niemieckiego klubu łącznie zaliczył 214 występów w Bundeslidze i strzelił 73 bramki.

## Kariera reprezentacyjna

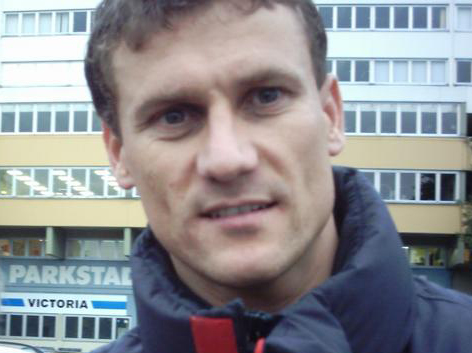
Ebbe Sand na tle Parkstadionu.

W reprezentacji Danii Sand zadebiutował 22 kwietnia 1998 roku w przegranym 0:2 pojedynku przeciwko Norwegii. Następnie został powołany do kadry na mistrzostwa świata, na których podopieczni Bo Johanssona dotarli do ćwierćfinału. Na mundialu Sand strzelił jedną bramkę w wygranym 4:1 meczu 1/8 finału z Nigerią, kiedy to na listę strzelców wpisał się minutę po pojawieniu się na placu gry. W późniejszym czasie Sand wystąpił na Euro 2000, na którym Duńczycy nie zdobyli ani jednego gola i odpadli już w rundzie grupowej. W 2002 roku Morten Olsen zabrał go na kolejne mistrzostwa świata. Tym razem drużyna Sanda została wyeliminowana w 1/8 finału przez Anglików, którzy zwyciężyli 3:0. Ostatnim wielkim turniejem w karierze Duńczyka były Mistrzostwa Europy 2004, na których podopieczni Mortena Olsena w ćwierćfinale przegrali z Czechami 3:0. Łącznie w barwach reprezentacji swojego kraju Ebbe Sand wystąpił w 66 meczach i zdobył 22 gole.